# Nguyễn Khắc Thận
Nguyễn Khắc Thận (sinh ngày 15 tháng 4 năm 1974) là chính trị gia nước Cộng hòa xã hội chủ nghĩa Việt Nam. Ông hiện là Phó Bí thư Tỉnh ủy, Chủ tịch Ủy ban nhân dân tỉnh Hưng Yên.
Ông nguyên là Bí thư Tỉnh ủy Thái Bình, Bí thư Ban Cán sự Đảng, Chủ tịch Ủy ban nhân dân tỉnh Thái Bình ; nguyên Phó Bí thư Ban Cán sự Đảng, Phó Chủ tịch thường trực Ủy ban nhân dân tỉnh Thái Bình; Tỉnh ủy viên, Phó Trưởng ban Tổ chức Tỉnh ủy, Giám đốc Sở Nội vụ tỉnh Thái Bình; Bí thư Huyện ủy huyện Quỳnh Phụ, tỉnh Thái Bình.
Nguyễn Khắc Thận là Đảng viên Đảng Cộng sản Việt Nam, học vị Cử nhân Kiểm sát, Cử nhân Luật, Thạc sĩ Quản lý kinh tế, Cao cấp lý luận chính trị. Ông có hơn 10 năm sự nghiệp trong lĩnh vực kiểm sát ở địa phương.

## Xuất thân và giáo dục
Nguyễn Khắc Thận sinh ngày 15 tháng 4 năm 1974 tại xã An Thanh, huyện Quỳnh Phụ, tỉnh Thái Bình, Việt Nam Dân chủ Cộng hòa. Ông lớn lên và theo học phổ thông tại quê nhà. Sau đó, tháng 9 năm 1991, ông tới Hà Nội, theo học Cao đẳng Kiểm sát Hà Nội, rồi tốt nghiệp Cử nhân Kiểm sát vào tháng 6 năm 1995. Từ tháng 5 năm 2001 đến tháng 1 năm 2003, ông học chuyên tu bậc đại học tại Đại học Quốc gia Hà Nội, nhận bằng Cử nhân Luật. Sau đó, từ tháng 9 năm 2012 đến tháng 1 năm 2015, ông học lớp cao học tại Học viện Nông nghiệp Việt Nam, nhận bằng Thạc sĩ Quản lý kinh tế.
Ngày 20 tháng 8 năm 1997, ông được kết nạp Đảng Cộng sản Việt Nam, trở thành đảng viên chính thức vào ngày 20 tháng 8 năm 1998. Trong quá trình hoạt động Đảng và Nhà nước, ông theo học các khóa tại Học viện Chính trị Quốc gia Hồ Chí Minh, nhận bằng Cao cấp lý luận chính trị. Hiện nay, ông thường trú tại số nhà 03, đường số 01, Tổ dân phố 23, phường Trần Lãm, thành phố Thái Bình, tỉnh Thái Bình.

## Sự nghiệp

### Các giai đoạn
Tháng 12 năm 1995, sau khi tốt nghiệp Trường Kiểm sát, Nguyễn Khắc Thận trở về quê hương Quỳnh Phụ, Thái Bình, được tuyển dụng công chức, làm Kiểm sát viên thuộc Viện kiểm sát nhân dân huyện Quỳnh Phụ. Sau sáu năm ở Viện kiểm sát Quỳnh Phụ, tháng 10 năm 2001, ông được điều chuyển làm Kiểm sát viên Viện Kiểm sát nhân dân huyện Hưng Hà. Đến tháng 9 năm 2003, ông trở về Quỳnh Phụ, nhậm chức Phó Viện trưởng, Phó Bí thư Chi bộ rồi Bí thư Chi bộ Viện kiểm sát nhân dân huyện Quỳnh Phụ. Từ năm 1995 đến 2006, ông có hơn 10 năm công tác trong lĩnh vực pháp luật, kiểm sát địa phương.
Tháng 8 năm 2006, ông được bầu làm Ủy viên Ban Chấp hành Đảng bộ huyện, Trưởng phòng Tài nguyên – Môi trường huyện Quỳnh Phụ; chính thức chuyển sự nghiệp sang lĩnh vực lãnh đạo địa phương. Tháng 8 năm 2010, ông nhậm chức Phó Trưởng ban Tổ chức Huyện ủy Quỳnh Phụ. Trong kỳ Đại hội Đảng bộ huyện Quỳnh Phụ vào tháng 9 năm 2010, ông được bầu làm Ủy viên Ban Thường vụ Huyện ủy, Trưởng ban Tổ chức Huyện ủy. Tháng 7 năm 2011, ông trúng cử Đại biểu Hội đồng nhân dân huyện Quỳnh Phụ, được bầu làm Phó Chủ tịch Ủy ban nhân dân huyện Quỳnh Phụ. Đến tháng 6 năm 2014, ông nhậm chức Phó Bí thư Huyện ủy, Chủ tịch Ủy ban nhân dân huyện Quỳnh Phụ. Tháng 7 năm 2015, ông trở thành Bí thư Huyện ủy, Chủ tịch Hội đồng nhân dân huyện Quỳnh Phụ, được bầu làm Tỉnh ủy viên trong kỳ Đại hội Đảng bộ tỉnh Thái Bình lần thứ XIX vào tháng 9 năm 2015.
Tháng 3 năm 2016, Nguyễn Khắc Thận được điều động lên tỉnh, nhậm chức Ủy viên Ban Cán sự Đảng Ủy ban nhân dân tỉnh, Giám đốc Sở Nội vụ kiêm Phó Trưởng ban Tổ chức Tỉnh ủy Thái Bình. Tháng 8 năm 2019, ông được Hội đồng nhân dân tỉnh bầu làm Phó Chủ tịch Ủy ban nhân dân tỉnh Thái Bình; trở thành Phó Chủ tịch Thường trực từ ngày 18 tháng 8, Phó Bí thư Ban Cán sự Đảng Ủy ban nhân dân tỉnh từ ngày 15 tháng 9 năm 2020.

### Chủ tịch Thái Bình
Ngày 15 tháng 10 năm 2020, tại Đại hội Đảng bộ tỉnh Thái Bình lần thứ XX, nhiệm kỳ 2020 – 2025, Nguyễn Khắc Thận được bầu làm Tỉnh ủy viên, Ủy viên Ban Thường vụ Tỉnh ủy, Phó Bí thư Tỉnh ủy Thái Bình. Giai đoạn này, ông được Ban Thường vụ Tỉnh ủy Thái Bình giới thiệu với Hội đồng nhân dân tỉnh để bầu chức vụ Chủ tịch Ủy ban nhân dân tỉnh. Sáng ngày 10 tháng 11 năm 2020, tại kỳ họp Hội đồng nhân dân tỉnh Thái Bình khóa XVI, nhiệm kỳ 2016 – 2021, tiến hành các quy trình kiện toàn tổ chức, miễn nhiệm chức vụ Chủ tịch Ủy ban nhân dân tỉnh Thái Bình đối với Đặng Trọng Thăng, quyết định bầu Nguyễn Khắc Thận giữ chức Chủ tịch Ủy ban nhân dân tỉnh Thái Bình với tỷ lệ 61/62 phiếu. Ngày 20 tháng 11, Thủ tướng Nguyễn Xuân Phúc quyết định phê chuẩn kết quả bầu chức vụ Chủ tịch Ủy ban nhân dân tỉnh Thái Bình.

### Phó Bí thư Tỉnh ủy, chủ tịch tỉnh Hưng Yên
Ngày 30 tháng 6 năm 2025, tại tỉnh Hưng Yên, Thứ trưởng Bộ Nội vụ Nguyễn Mạnh Khương công bố Nghị quyết của Quốc hội về sắp xếp đơn vị hành chính cấp tỉnh (sáp nhập tỉnh Hưng Yên và tỉnh Thái Bình thành tỉnh Hưng Yên mới) và cấp xã, công bố và trao quyết định của Bộ Chính trị về việc thành lập Đảng bộ tỉnh Hưng Yên mới trực thuộc Ban Chấp hành Trung ương Đảng trên cơ sở hợp nhất 2 đảng bộ tỉnh Hưng Yên và tỉnh Thái Bình, chỉ định đồng chí Nguyễn Khắc Thận, Bí thư Tỉnh ủy Thái Bình, Chủ tịch Ủy ban nhân dân tỉnh Thái Bình giữ chức Phó Bí thư Tỉnh ủy Hưng Yên, Chủ tịch Ủy ban nhân dân tỉnh Hưng Yên từ ngày 01/07.

## Khen thưởng
Trong sự nghiệp, Nguyễn Khắc Thận được trao một số giải thưởng như:
- Huân chương Lao động hạng Ba năm 2020;
- Bằng khen của Thủ tướng Nguyễn Tấn Dũng năm 2015;
- Bằng khen của Bộ trưởng Bộ Văn hóa, Thể thao và Du lịch, Bộ Tài nguyên và Môi trường năm 2015;
- Chiến sĩ thi đua cấp tỉnh Thái Bình năm 2017;